# آل مک‌اینیس
آل مک‌اینیس (انگلیسی: Al MacInnis؛ زادهٔ ۱۱ ژوئیهٔ ۱۹۶۳) بازیکن هاکی روی یخ اهل کانادا است.
وی همچنین برندهٔ جوایزی همچون تالار افتخارات هاکی و جام استنلی شده‌است.
از باشگاه‌هایی که در آن بازی کرده‌است می‌توان به کلگری فلیمس اشاره کرد.